# Turbo (жевательная резинка)
Turbo (Турбо) — жевательная резинка, с ароматом персика (первые выпуски (1983 г.)) или фруктовым вкусом и ароматом (последующие выпуски), производимая турецкой компанией «Kent Gida», содержащая вкладыши с фотографиями, как правило, автомобилей или мотоциклов.
Была чрезвычайно популярна среди детей и подростков позднего СССР, стран СНГ, Польши, Румынии в конце 1980-х — начале 1990-х годов. В этих странах «Turbo» появилась ранее жевательной резинки «Love is…» и несколько позднее жевательной резинки «Donald» (последняя известна ещё с 1970-х гг.). В СССР цена одной жевательной резинки, приобретаемой в основном, у спекулянтов достигала трёх рублей. Вкладыши жвачки «Turbo» впоследствии стали объектами коллекционирования. 

## История

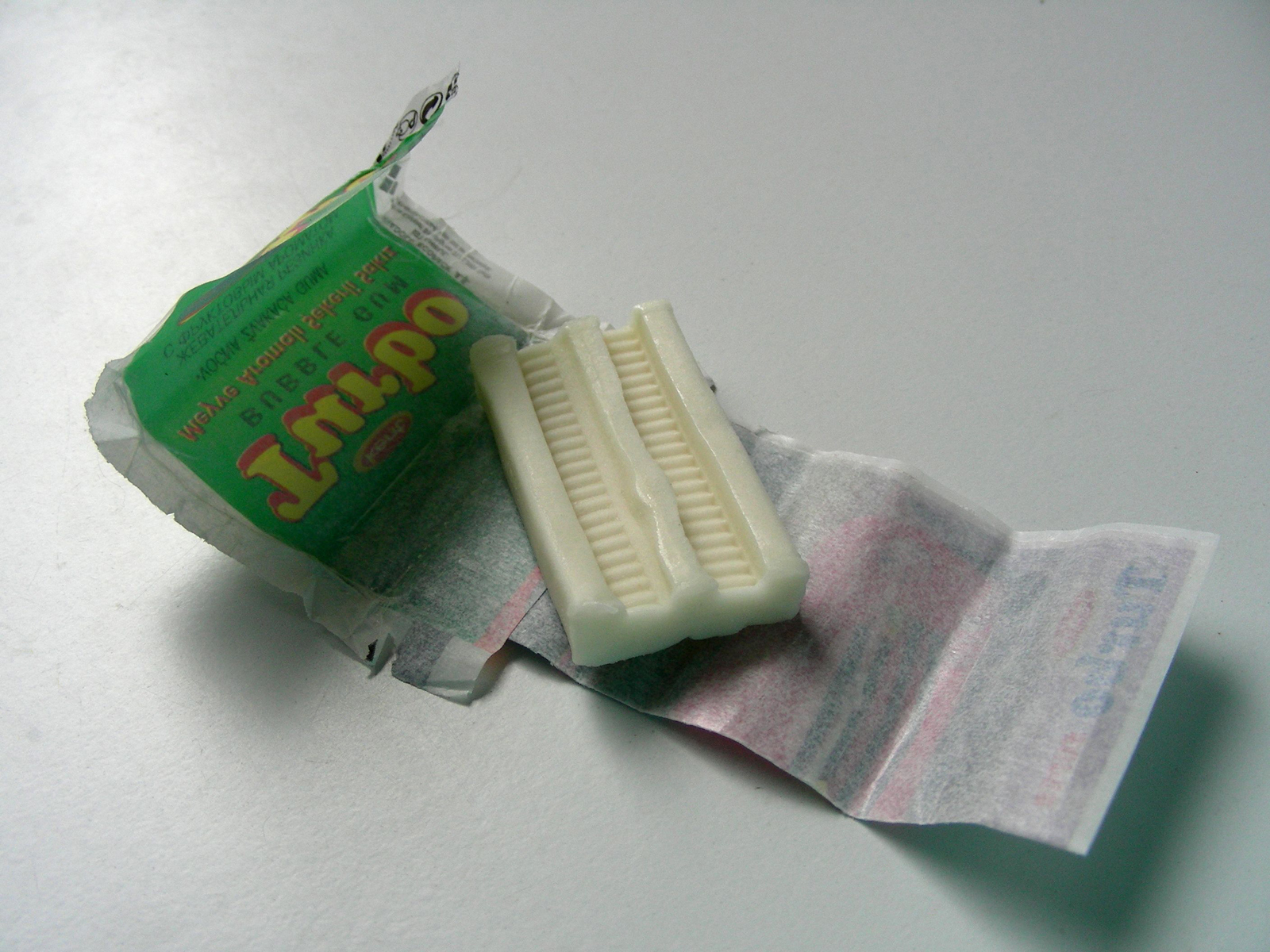
Внешний вид жевательной резинки (вид сверху)

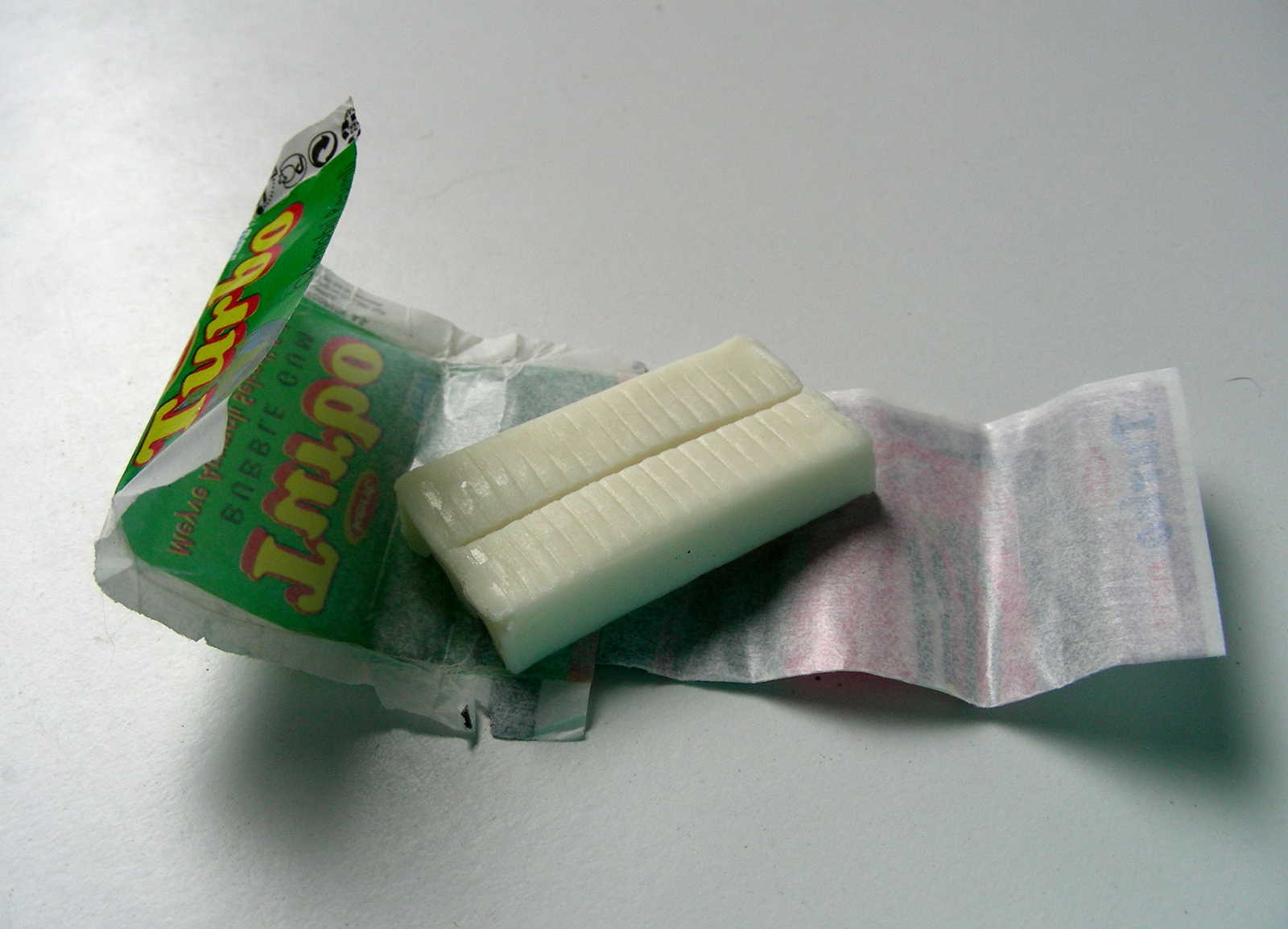
Внешний вид жевательной резинки (вид снизу)

Выпускалась со второй половины 1980-х годов. В 1994—1995 годах жевательная резинка «Turbo» стала производиться в трёх вариантах: «Turbo Super», «Turbo Classic» и «Turbo Sport», различающиеся типами автомобилей на вкладышах (современные, ретро или спортивные). Жевательная резинка получила узнаваемую форму в виде двух полосок напоминающих протектор колёс.
Выпуск «Turbo Classic» был прекращён в 1999 году. В конце 1990-х выпускался также вариант «Turbo» под названием «Turbo 2000».
В 2002 году турецкая компания «Kent» была приобретена британской компанией Cadbury. Выпуск жевательных резинок «Turbo Super» и «Turbo Sport» продолжался до 2007 года.
Популярность «Turbo» породила массовое изготовление подделок жевательной резинки, копировалась с незначительными изменениями или полностью цветовая гамма, вид вкладыша, логотип, шрифт. Вместо компании «Kent» писалось «Kekt», «Kemt» и др.
С 2008 года компанией «Kent Gida» был прекращен выпуск всех видов жевательной резинки «Turbo».
В 2013 году турецкий производитель «PowerGum» приобрёл права на бренд Turbo и продолжил выпускать жевательную резинку. Позже жевательную резинку «Turbo» с вкладышами начала производить турецкая компания «Progum Gida» в вариантах: «Turbo» и «Turbo Xtreme». 
Помимо турецкой «Turbo» (с вкладышами) восходящая к оригинальной жевательной резинки, производится также одноимённая жвачка в России (с наклейками), так как в 2014 году кондитерская фабрика «К-Артель» зарегистрировала за собой торговую марку «Turbo» на территории страны.

## Вкладыши
Каждая жевательная резинка Turbo содержала вкладыш. На вкладыше была цветная фотография, как правило, автомобиля или мотоцикла, изредка катера или самолёта, а также название модели (очень часто встречались ошибки). Указывались основные технические характеристики транспортного средства. Каждый вкладыш имел уникальный номер:
- «Turbo» (330 шт.) — № 1-330 (вкладыши № 1-50 также маркировались буквами турецкого алфавита. Сейчас они — самые ценные для коллекционеров)
- «Turbo Super» (210 шт.) — № 331—540
- «Turbo Sport» (350 шт.) — № 1-210; 401—540 (на вкладышах № 401—470 были те же изображения, что и на вкладышах серии «Super» с теми же номерами, на вкладышах № 471—540 были те же изображения, что и на вкладышах серии «Sport» c номерами 71-140)
- «Turbo Classic» (140 шт.) — № 1-140
- «Turbo 2000 Super» (70 шт.) — № 71-140
- «Turbo 2000 Sport» (70 шт.) — № 211—280 (логотипа «Turbo» не было)
- «Turbo Super» (2003 год) (99 шт.) — № 001—099 (вкладыши квадратной формы, надписи на английском и турецком языках)
- «Turbo Super» (2003 год) (99 шт.) — № 001—099 (вкладыши квадратной формы, надписи на русском языке, другие изображения)
- «Turbo Sport» (2003 год) (99 шт.) — № 001—099 (вкладыши квадратной формы, надписи на английском и турецком языках)
- «Turbo Sport» (2003 год) (99 шт.) — № 001—099 (вкладыши квадратной формы, надписи на русском языке, другие изображения)
- «Turbo Super» (2007 год) (54 шт.) — № 101—154 (также была альтернативная серия без надписи «Super»)

Всего 1620 вкладышей в 11 сериях.